# Hélène Fourment et deux de ses enfants
Hélène Fourment et deux de ses enfants est un tableau du peintre Pierre Paul Rubens, exposé au Musée du Louvre, à Paris. Il a été composé entre 1635 et 1636. Il représente la femme du peintre avec deux de leurs enfants.

## Description
Le tableau est une peinture à l'huile sur toile de 115 × 85 cm.
Celui-ci représente Hélène Fourment (1614-1673), la seconde femme du peintre Pierre Paul Rubens. Fille d'un riche négociant en tapisseries, elle épouse le peintre en 1630 à l'âge de 16 ans alors que celui-ci, veuf de sa première épouse, a 53 ans lors de la célébration des noces.  Elle est entourée de deux de leurs enfants : Clara-Johanna (née en 1632) et Frans (né en 1633).
Au centre de la composition, Hélène Fourment porte une simple robe blanche et serre dans ses bras son fils Frans. Ce dernier regarde en direction du spectateur. Clara-Johanna est debout sur la gauche et tourne son regard vers sa mère et son frère.
Un repentir fait apparaître, entre les têtes de Frans et Clara-Johanna, les bras d'un troisième enfant, Isabelle, née en 1635. Certaines couleurs n'ont également jamais été totalement apposées, comme le bleu dans le coin supérieur droit qui présente des traces blanches. Rubens laisse ainsi une œuvre partiellement inachevée.

## Historique
Ce tableau a été acquis en 1784 et fait partie de la collection Louis XVI.
Il est exposé au Musée du Louvre, à Paris, dans l'Aile Richelieu, au deuxième étage, salle 21 et porte le numéro d'inventaire 1795.